# Урамита
Урамита (исп. Uramita) — город и муниципалитет на северо-западе Колумбии, на территории департамента Антьокия. Входит в состав субрегиона Западная Антьокия.

## История
Поселение из которого позднее вырос город было основано 15 апреля 1875 года. Муниципалитет Урамита был выделен в отдельную административную единицу в 1978 году.

## Географическое положение

Муниципалитет Урамита

Город расположен в западной части департамента, в гористой местности Западной Кордильеры, на расстоянии приблизительно 93 километров к северо-западу от Медельина, административного центра департамента. Абсолютная высота — 895 метров над уровнем моря.

Муниципалитет Урамита граничит на севере и северо-западе с муниципалитетом Дабейба, на северо-востоке — с муниципалитетом Пеке, на востоке и юго-востоке — с муниципалитетом Каньясгордас, на юге и юго-западе — с муниципалитетом Фронтино. Площадь муниципалитета составляет 236 км².

## Население
По данным Национального административного департамента статистики Колумбии, совокупная численность населения города и муниципалитета в 2013 году составляла 8253 человек.
Динамика численности населения муниципалитета по годам:
| 2005 | 2006 | 2007 | 2008 | 2009 | 2010 | 2011 | 2012 | 2013 |
| ---- | ---- | ---- | ---- | ---- | ---- | ---- | ---- | ---- |
| 8304 | 8299 | 8293 | 8287 | 8281 | 8275 | 8268 | 8261 | 8253 |

Согласно данным переписи 2005 года мужчины составляли 52,4 % от населения Урамиты, женщины — соответственно 47,6 %. В расовом отношении белые и метисы составляли 98,3 % от населения города; индейцы — 1,3 %; негры, мулаты и райсальцы — 0,4 %.
Уровень грамотности среди всего населения составлял 68,4 %.

## Экономика
Основу экономики Урамиты составляет сельскохозяйственное производство. На территории муниципалитета выращивают кофе, сахарный тростник, кукурузу и другие культуры. Развито скотоводство.

50 % от общего числа городских и муниципальных предприятий составляют предприятия торговой сферы, 26,8 % — предприятия сферы обслуживания, 20,5 % — промышленные предприятия, 2,7 % — предприятия иных отраслей экономики.